# Storia dell'Associazione Calcio Gozzano
Di seguito viene trattata la storia dell'Associazione Sportiva Dilettantistica Calcio Gozzano, società calcistica italiana con sede nel comune piemontese di Gozzano, dalla fondazione fino ai decenni del Terzo millennio.

## Il dilettantismo

### Dalle origini alla seconda guerra mondiale

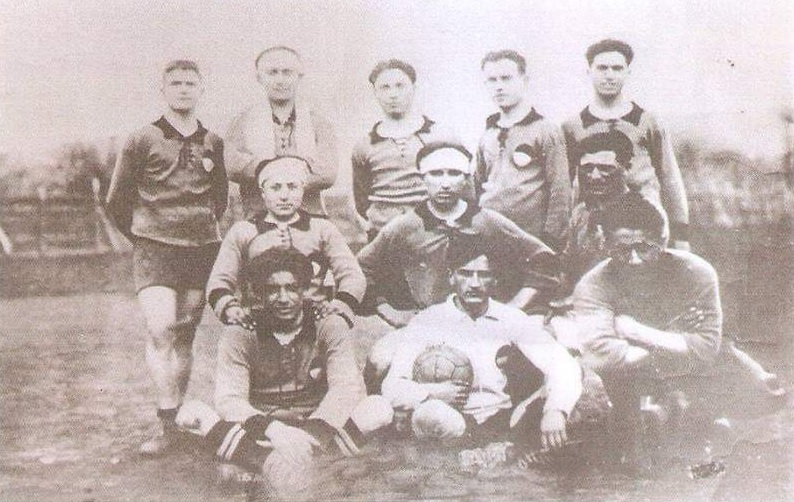
Una delle prime formazioni del C.S. Juventus attorno al 1924: sul petto delle casacche è ricamato lo stemma municipale di Gozzano.

Le memorie più antiche sull'avvento del calcio a Gozzano risalgono al 1916, anno in cui i gesuiti (che tra il 1907 e il 1947 ebbero un loro presidio comunitario nel paese e vi fondarono un oratorio, dedicato alla Beata Vergine, presso l'antico castello del colle di San Giuliano) formarono una prima compagine, denominata Fides, la cui attività si dipanò in soli tornei a carattere locale (nella zona del Cusio la pratica del foot-ball era infatti ancora limitata a pochi appassionati). 
Si può affermare che la storia "propriamente detta" del calcio a Gozzano inizi il 1º aprile 1920, data di costituzione della polisportiva Club Sportivo Juventus Gozzano, la quale fu capace nel 1922 di vincere il campionato di Terza Categoria giocato tra le squadre del Verbano-Cusio-Ossola. Nell'agosto 1920 il giornale locale "L'Amico" dà conto dell'inaugurazione del primo campo da gioco con caratteristiche regolamentari (a nord dell'abitato, lungo la strada per Orta), celebrata dalla disputa di un torneo tra quattro squadre.
Punto di ritrovo degli appassionati gozzanesi del pallone era la Trattoria Primavera (o Ustaria dal Lisandrin) di via Mazzetti: fu verosimilmente qui che nel 1924 si decise di procedere con l'affiliazione alla FIGC, che venne formalizzata in data 16 giugno. Dato che per decenni non fu possibile risalire a una data esatta di fondazione, è a partire dall’affiliazione che vengono tradizionalmente contati gli anniversari.

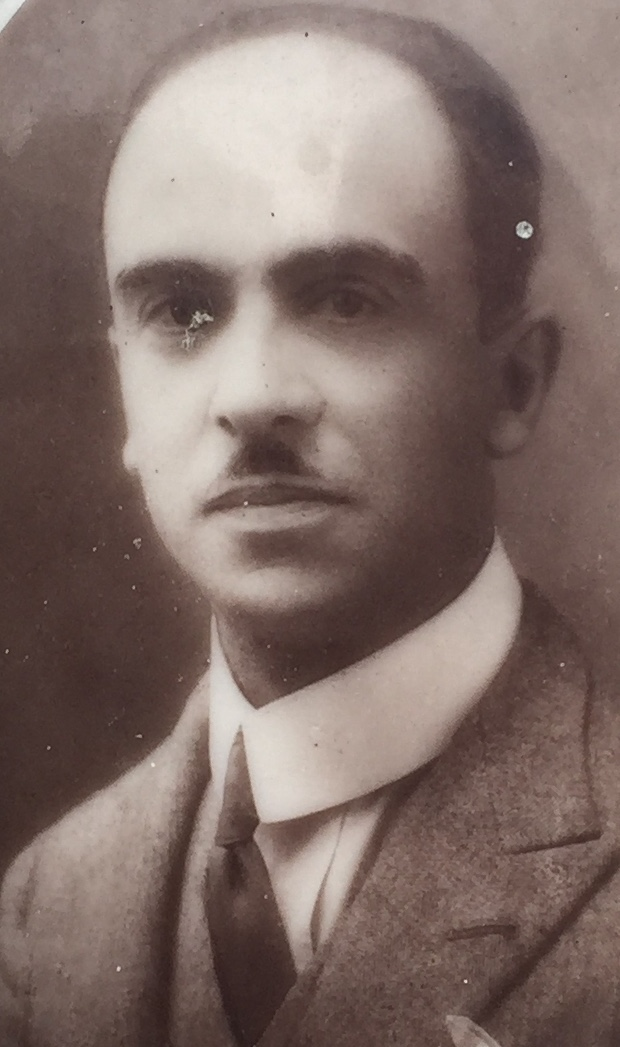
Il ragionier Ugo Grigolato, primo patron del calcio a Gozzano di cui esista notizia (anni 1920).

Il C.S. Juventus rimase attivo fino al 1932, quindi entrò in quiescenza per cinque anni e ripartì nel 1937 col nuovo nome di Associazione Calcio Gozzano, iscrivendosi alla Prima Divisione piemontese 1937-1938. La memoria della ragione sociale antesignana rimase però viva, tanto che ancora negli anni 1950 alla squadra era localmente attribuito il nomignolo di "Juventina".
L'interesse locale per il calcio andò crescendo, tanto che nello stesso periodo la Ortalion-Bemberg (importante azienda tessile, punto di riferimento dell'economia cusiana) mise a disposizione un terreno nelle pertinenze del proprio stabilimento allo scopo di impiantarvi un nuovo e più capiente campo da gioco.
Le notizie sono tuttavia frammentarie e non è possibile ricostruire appieno il percorso del sodalizio nel suo primo scorcio di vita: quasi sicuramente, tuttavia, l'avvento della seconda guerra mondiale comportò una forzata battuta d'arresto almeno per il 1940, il 1941 e il 1942.

### Dal dopoguerra agli anni cinquanta

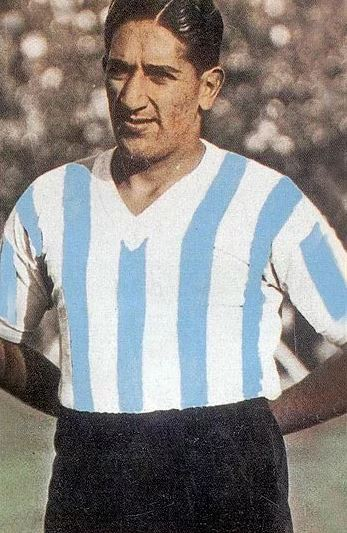
Evaristo Barrera, tra i giocatori più rappresentativi del Gozzano negli anni 1950.

Il calcio a Gozzano rinacque il 14 febbraio 1943, data in cui venne riaperto il campo sportivo presso la fabbrica Bemberg con la disputa di una partita "strapaesana" tra i "classe 1924" e i "classe 1925 e 1926", terminata 3-3.
Per avere una piena riorganizzazione del club si dovette bensì attendere la fine del conflitto: decisiva fu in tal senso l'opera del ventinovenne marchese Alfredo "Fredy" d'Albertas, rampollo di una facoltosa famiglia di antica nobiltà d'origine francese, la cui signorile dimora di via Dante, in pieno centro storico, era diventata un punto di riferimento per i momenti ricreativi della gioventù gozzanese.
Da sempre appassionato di calcio e tifoso dell'Inter, profondamente convinto che lo sport fosse di focale importanza per la vita del comune (in quanto a suo dire capace, oltre che di «esaltare la vigoria atletica dei giovani», anche di «formarli moralmente per diventare buoni cittadini»), attorno al 1944 d'Albertas s'interessò delle sorti della squadra rossoblù: contattò alcuni giocatori d'alto profilo rimasti senza contratto a seguito del conflitto e li convinse a "ricominciare" da Gozzano. Furono dunque ingaggiati il campione argentino Evaristo Barrera (già attaccante di Racing Avellaneda, Lazio e Napoli) e gli ex Novara Piero Dondi e Carlo Grazioli. Inoltre a ottobre 1944 il marchese entrò nell'organigramma della società, ove sarebbe poi rimasto per circa quarant'anni, diventandone il punto di riferimento e il primo mecenate.
Guidato in panchina dal tecnico Lovera il Gozzano, forte di tali giocatori e di vari giovani talenti locali, dominò il campionato di Prima Divisione 1945-46, marcando 13 vittorie in 18 incontri. Il cammino si concluse poi nella seconda fase a gironi, ove il Gozzano fu raggruppato con Angerese, Oleggio e Juventus Domo. Nel mentre l'ampliamento dello stabilimento Bemberg rese necessario un ulteriore trasferimento del terreno di gioco, con l'allestimento del campo sportivo di Monterosso, nei pressi della chiesa di Santa Maria di Luzzara.
Pur se con una rosa drasticamente rinnovata nell'estate del 1946, nella stagione successiva il Gozzano si classificò al secondo posto dietro il Villadossola. Frattanto il marchese d'Albertas intensificò il proprio impegno (anche e soprattutto finanziario) in favore della società e nel 1948 ne assunse direttamente la presidenza.

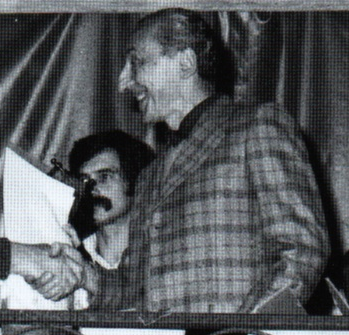
Il marchese Alfredo d'Albertas.

Negli ultimi tre anni del decennio 1940 il Gozzano non seppe però ripetere i risultati pregressi, navigando perlopiù nella media classifica; tra tutti i giocatori impiegati in questi anni si segnalò l'esordio dei giovani Pietro Dalio, Diego Zanetti ed Ermanno Tarabbia, destinati successivamente a carriere professionistiche di buon prestigio.
Dopo la transitoria stagione del 1950-51, il 1951-52 vide i cusiani tornare al successo; il campionato venne dominato con 43 punti in 26 giornate (7 punti di vantaggio sulla Juve Domo) e ben 79 gol fatti. Capocannoniere dei rossoblù fu Boieri, autore di 20 reti, mentre in panchina sedeva il tecnico Pietro Ruga.
Il Gozzano si affacciò così all’allora quinto livello del calcio italiano, ma l'avventura durò un solo anno: sebbene la "truppa" rossoblù si fosse salvata terminando undicesima nel proprio girone (con due lunghezze di vantaggio sulle inseguitrici Cameri, Libertas Pallanza, Virtus Villa e Barcanova), nella successiva estate del 1953 il marchese d'Albertas (ritrovatosi praticamente da solo a finanziare le attività sociali) decise di rinunciare al campionato di competenza e auto-retrocesse il Gozzano nella meno dispendiosa Prima Divisione.

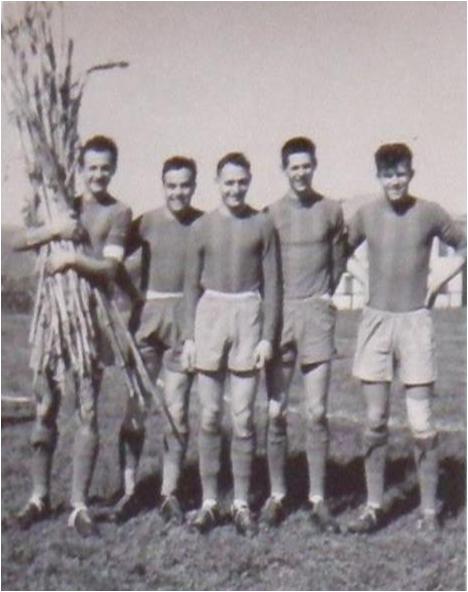
Da sinistra: Ruga, Bertolosi, Grossini, Tadini e Iori con la maglia del Gozzano (1956 circa)

L'annata 1953-54 fu assai difficile per i rossoblù, relegati nelle retrovie e infine piazzati al decimo posto; seguirono poi due stagioni in crescendo (chiuse rispettivamente al terzo e al quarto posto), dopodiché il ritorno di Pietro Ruga in panchina per la stagione 1956-57 (a 4 anni di distanza dalla precedente esperienza) "lanciò" il Gozzano alla promozione nel nuovo Campionato Dilettanti (C.D. - all'epoca sesto livello del calcio italiano). Punto di forza di quella squadra fu il giovane talento locale Carlo Tadini, autore di 24 reti (il quale, dopo una lunga esperienza in rossoblù sia da giocatore che da tecnico delle giovanili, ebbe poi una carriera di buon livello nel golf).
I successivi tre anni nel C.D. furono privi di particolari acuti e all'insegna degli alti e bassi, risolvendosi in un settimo, un quarto e un nono posto.

### Gli anni sessanta
Dopo un'altra stagione conclusa al decimo posto, il quinto anno nel medesimo campionato (che la riforma voluta da Zauli aveva ridenominato Prima Categoria) vide i rossoblù restare imbattuti nelle loro gare interne e terminare la stagione al quinto posto, dietro a Verbania, Cossatese, Arona e Omegna.
Gli inconsistenti aiuti economici ricevuti e le poche presenze allo stadio delusero però il marchese d'Albertas, che nell'estate del 1962 prese la drastica decisione di abbandonare il Gozzano ed entrare nei quadri dirigenziali dello Stresa Sportiva (club dell'omonima città sul Verbano).
Per 5 anni, dal 1962 al 1966, il campo sportivo di Monterosso rimase chiuso: nessuno infatti si era proposto per rilevare la società e la pratica calcistica gozzanese era rimasta unicamente appannaggio dell’oratorio parrocchiale, che però non esprimeva squadre in alcun campionato federale e partecipava estemporaneamente ai tornei amatoriali del Centro Sportivo Italiano.
Nel 1966 il campo venne dato in comodato per un anno dal comune alla società Humilitas di Arona, che si fece carico di ripristinare il manto erboso (deterioratosi a causa della lunga inattività). Non gradendo tale circostanza, molti appassionati e simpatizzanti dei colori rossoblù iniziarono a far pressione su "Fredy" affinché facesse ritorno a Gozzano e rifondasse la società.
Il nobiluomo infine accondiscese e nella stagione 1967-68 re-iscrisse i rossoblù all'ultimo livello del calco italiano, la Terza Categoria. La compagine, composta quasi interamente da giocatori originari del paese (al pari dell'allenatore Gianni Alliata), vinse da imbattuta (unica squadra piemontese a riuscirci) il campionato. 
Seguirono poi due stagioni in Seconda Categoria: nel 1968-69 il Gozzano fu secondo e l'anno seguente primo, garantendosi l'ulteriore passaggio in Prima Categoria.

### Gli anni settanta
Il nuovo decennio si aprì con un quinto posto in Prima Categoria, che tuttavia bastò per far includere il Gozzano (guidato dall'allenatore Pierino Podestà) tra le squadre ammesse alla Promozione, donde i rossoblù mancavano ormai da 9 anni.
Anche l'annata 1971-72 fu costellata da buoni risultati, risolvendosi nel quinto posto finale alle spalle di Istituto Sociale Torino, Ciriè, Virtus Villa e Aosta. Non altrettanto si poté dire dei cinque anni successivi, ove all'allontanamento del maggiore artefice dei successi del triennio precedente, il tecnico Alessandro Cardoletti (curiosamente accusato di essersi disinteressato alla squadra per via del proprio matrimonio), fecero seguito vari altri esoneri e subentri in panchina, che si ripercossero negativamente sul livello della squadra; il miglior risultato fu il settimo posto nel campionato 1974-1975. Quest'ultima stagione fu peraltro funestata dalla morte del calciatore Giuliano Borghini, scontratosi frontalmente con la sua moto contro un furgone nei pressi di Mergozzo, la notte del 9 maggio 1975: il club rossoblù ne onorò successivamente la memoria istituendo un premio annuale da attribuirsi al tesserato maggiormente distintosi nel corso di una stagione agonistica.
Nella stagione 1976-1977 i cusiani, pur presentatisi alla partenza del torneo con una rosa d'alto livello (guidata in panchina dall'ex portiere milanista Luciano Alfieri) rischiarono concretamente di essere relegati: il repentino esonero del “mister” (sostituito da Renato Cocconi dopo due sole giornate) non risollevò più di tanto il Gozzano, che si salvò solo in extremis grazie al dodicesimo posto con 27 punti guadagnati (uno in più del Bollengo, penultimo e retrocesso).

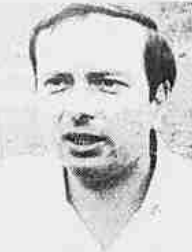
Annibale Mastrini, tecnico della prima promozione in Serie D.

Il trend positivo riprese nel 1977-1978, biennio nel quale il Gozzano si affidò alla guida tecnica di Annibale Mastrini, a lungo "bandiera" del calcio giocato cusiano e reduce dall'esperienza di direttore sportivo del Borgomanero; il marchese d'Albertas gli accordò poteri di tipo manageriale e ampia libertà d'azione, finanche nella scelta dei giocatori da ingaggiare. La scelta pagò: i rossoblù si piazzarono quarti, a pari punti con la Castellettese, alle spalle di Trecate, Cossatese e Grignasco, ma davanti a squadre di blasone maggiore quali Virtus Villadossola, Juventus Domo, Borgosesia e Verbania.
Spareggio-vittoria Promozione Piemonte-Valle d'Aosta 1978-1979
(Omegna, stadio della Liberazione) 
 Gozzano - Borgosesia  
- Gozzano: Cioni, Bignami, Pivanti, Pellegrini, Guglielminetti II, Bonomi, Zappella, Di Sabato, Giromini (dal 67' Ferrini), Guglielminetti I, Cerutti. Allenatore: Mastrini.
- Borgosesia: Lazzarini, Costenaro, Berrini, Sala, Ravelli, Cattaneo, Caviglia, Stampini, Crepaldi, Casna, Lorenzini (dal 77' Iulini). Allenatore: Bercellino.
- Marcatori: 8' Di Sabato, 39' Guglielminetti I.
- Note: 4500 spettatori circa. Espulsi Casna, Zappella, Cattaneo, Guglielminetti II e Bercellino.
- Arbitro: D'Innocenzo (Ciampino).
- Referto:[14]

Il culmine si ebbe bensì nel campionato 1978-1979: i gozzanesi di Mastrini si stabilirono fin dall'inizio nelle prime posizioni della classifica e conclusero la stagione regolare da primi della classe con 40 punti (due lunghezze sopra Verbania e Grignasco). Al medesimo risultato era tuttavia arrivato anche il Borgosesia (allenato dall'ex difensore campione d'Europa Giancarlo Bercellino), sicché per individuare la squadra da promuovere si decise di organizzare uno spareggio in gara secca allo stadio della Liberazione di Omegna. La partita si giocò il 17 giugno 1979: pur partendo sulla carta sfavorito, il Gozzano invece dominò con le reti di Di Sabato e Antonio Guglielminetti, guadagnandosi la prima promozione in Serie D. I festeggiamenti nel comune per lo storico risultato furono fastosi e si protrassero per quasi dieci giorni.
In vista dell'esordio nell'interregionale (all'epoca quinto livello del calcio italiano), d'Albertas cedette la carica di presidente a Gianluigi Floriani (tenendo per sé solo quella di presidente onorario); al contempo veicolò l'ingresso nei quadri societari di altri imprenditori del territorio cusiano, ovvero Franco Caleffi, Piero Sassi e Mario Zucchetti. Malgrado tale irrobustimento finanziario e un calciomercato ambizioso, la squadra non si rivelò competitiva: nemmeno il doppio avvicendamento in panchina (al confermato Mastrini subentrò Tortul, poi a sua volta esonerato in favore di Aldino Ruga) evitò al Gozzano il diciassettesimo e penultimo posto nel proprio girone, con susseguente retrocessione diretta.

### Gli anni ottanta
Poco dopo l'inizio del campionato di Promozione 1980-1981 la società entrò nuovamente in crisi a seguito della formalizzazione da parte della Lega Dilettanti di un'accusa di illecito sportivo inerente alla partita di campionato contro la Massese, disputata il 27 febbraio 1980 e vinta dai cusiani per 2-1. Nel dopogara il difensore toscano Mauro Casali (espulso negli ultimi minuti) aveva infatti denunciato pubblicamente il pagamento alla sua squadra di una tangente di sei milioni di lire da parte del Gozzano onde garantirsi un risultato utile. Due dirigenti massesi avevano confermato le parole del tesserato, indicando altresì come "mediatore" un giovane cronista piemontese accreditato per la partita. A nulla valsero le ripetute smentite ufficiali del cronista in questione e della società cusiana, alla quale vennero irrogati 4 punti di penalità a valere sulla stagione successiva, poi confermati anche a seguito dei ricorsi.
A stretto giro il marchese d'Albertas, sdegnato nel vedere il proprio nome accostato a un sospetto di combine, rassegnò le dimissioni da presidente onorario: in un'intervista a "La Stampa" disse altresì di essere stato emarginato dalla governance societaria, in particolare nelle scelte sulla direzione tecnica della squadra (con particolare riguardo per l'esonero di Mastrini in favore di Tortul) e sul calciomercato (che a suo dire aveva portato in rosa «[...] vecchie cariatidi o mezze figure accantonando giovani giocatori stimolati dalla partecipazione a un campionato superiore»).
Dimessosi anche il presidente Floriani, la gerenza amministrativa venne prontamente rilevata dai vicepresidenti Franco Caleffi e Piero Sassi, ma tutte queste problematiche fecero sorgere seri dubbi sulla "speranza di vita" del Gozzano: lo spettro dell'inattività divenne tanto concreto da suscitare finanche discussioni sulla necessità di attuare una fusione societaria con qualche club limitrofo (nello specifico l'Omegna, il Borgomanero o l'Arona), che tuttavia decaddero rapidamente dinnanzi allo scetticismo (talora sfociato in aperta ostilità) delle varie "piazze". Al contempo la società ebbe più di uno screzio con l'amministrazione comunale di Gozzano, accusata di aver concesso troppo spesso lo stadio di Monterosso ad altre realtà per lo svolgimento di manifestazioni e spettacoli non calcistici, tanto da dissestare il manto erboso e ammalorare le strutture.
Nonostante tutte le avversità, la società segnò un punto a favore ingaggiando il competente direttore sportivo Carlo Pedroli, a lungo artefice delle migliori fortune del Verbania: i suoi buoni uffici al mercatino di Pettenasco (l'evento che tra gli anni 1980 e 1990 fu il fulcro del calciomercato dilettantistico estivo tra Lombardia e Piemonte) consentirono di assicurare al Gozzano una rosa di qualità, che seppe prontamente annullare la penalizzazione e chiuse il primo campionato post-retrocessione al sesto posto.
Nel 1981 si palesarono nuovamente gli spettri della cessata attività o di una fusione: il 25 aprile Pedroli e il presidente dell'Omegna Alberto Porro firmarono un accordo preliminare per addivenire alla confluenza tra le due maggiori società del Cusio. A salvare la situazione intervenne nuovamente d'Albertas, che a metà giugno riprese la presidenza del Gozzano: la squadra rossoblù, rinvigorita e rinforzata, riuscì così a primeggiare nel campionato 1981-82. Tuttavia, come accaduto due anni prima, il ruolo di capolista era condiviso: a pari punti era giunta la Cossatese di Giancarlo Bercellino e la promozione dovette essere messa in palio ancora una volta previo spareggio, da disputarsi allo stadio Leonida Robbiano di Vercelli. La partita decisiva vide prevalere i "lanieri" di Cossato per 3-0, negando al Gozzano il ritorno in Interregionale.

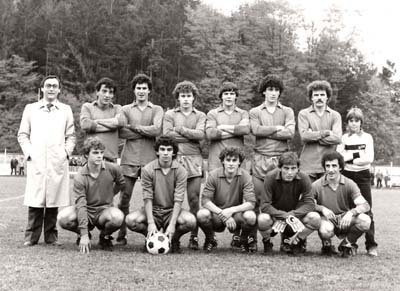
Formazione del Gozzano nella stagione 1982-1983.

La battuta d'arresto diede inizio a un progressivo declino delle fortune rossoblù: negli anni seguenti i cusiani persero competitività e si ritrovarono nelle parti basse della classifica di Promozione. Nel 1983 la società dovette inoltre subire una scissione, allorché parte della dirigenza, capeggiata dal ds Pedroli e dall'ex giocatore Giuseppe Paracchini, fuoriuscì dall'organigramma rossoblù per fondare un club autonomo di solo settore giovanile, la Junior Gozzano. La manovra ebbe l'effetto di drenare giocatori dal vivaio gozzanese, indebolendo ulteriormente la squadra: la retrocessione in Prima Categoria si concretizzò nel 1984-85, sancita da uno score di soli 19 punti in 30 partite.
La lunga stagione del marchese d'Albertas si chiuse qui: sfiduciato dai magri risultati, dalla salute malferma (che ormai sempre più sovente l'obbligava a seguire le partite senza scendere dalla propria autovettura, parcheggiata a bordocampo) e dalla persistente mancanza di nuovi investitori a beneficio del Gozzano, "Fredy" ne lasciò definitivamente la guida, imitato anche da gran parte dei suoi collaboratori (su tutti il fedele segretario generale Walter Giulini, che l'aveva assistito fin dal 1946).
Anche una volta ritiratosi a vita privata, il nobiluomo non smise però mai di informarsi assiduamente sulle sorti rossoblù, confortato dalle frequenti visite di giocatori, dirigenti e tifosi. La morte lo colse all'ospedale di Borgomanero il 12 agosto 1992, all'età di 76 anni; il CONI e la FIGC avevano intanto onorato il suo lungo e munifico impegno (egli era infatti stato altresì per diversi anni consigliere del comitato regionale piemontese della Federcalcio) attribuendogli alcune decorazioni, mentre il comune di Gozzano nel maggio 1994 deliberò di intitolargli lo stadio di Monterosso.
La società, rimasta praticamente senza dirigenti, venne affidata nelle mani del sindaco in carica Andrea Rino Godi, che la sera del 18 giugno 1985 convocò presso il municipio un'assemblea pubblica finalizzata a radunare le risorse umane e materiali attorno al Gozzano: la crisi sembrava tuttavia irreversibile, ché né in tale sede, né per diversi giorni a seguire, alcuno si fece avanti per subentrare.
A sventare lo spettro della cessata attività intervenne quindi uno dei settori economici più rilevanti della zona cusiana, l'idro-termo-sanitario: ciò nella persona dell'imprenditore Alberto Allesina, co-titolare della FAR Rubinetterie SpA, che insieme agli amici Adriano Creola e Sergio Bracchi andò a ricostituire l'organigramma del Gozzano. Venne coinvolto nella "rifondazione" Federico Gozio (imprenditore nel settore delle macchine transfer e storico presidente dell'Ospitaletto), che in veste di sponsor garantì ai cusiani una rafforzata base finanziaria. La nuova dirigenza riuscì anche a sanare la diaspora societaria di due anni prima, convincendo la Junior Gozzano a rientrare nei ranghi rossoblù: la massima carica sociale andò proprio all'ex "scissionista" Paracchini, mentre non fu della partita Carlo Pedroli, che scelse di tornare al Verbania con la carica di team manager.
Onde rimarcare il proprio "nuovo corso" il Gozzano si presentò al via del campionato di Prima Categoria 1985-1986 proponendo un cambiamento della propria identità visiva: in esplicito richiamo allo stemma comunale (troncato di rosso ed argento) mutò i colori sociali in bianco-rosso. La scelta tuttavia non fu gradita dai tifosi, che poi nel 1995 ottennero il ripristino del classico template rossoblù.
Alla presidenza Paracchini seguirono poi quelle di Paolo Boraso e Rocco Pomodoro (per circa due anni ciascuno) e infine, nel 1991, quella di Adriano Cerutti (già a capo dell'associazione dei tifosi rossoblù), che guidò i "rubinettai" (come frattanto erano stati soprannominati) per il successivo ventennio con crescenti successi.

### Gli anni novanta

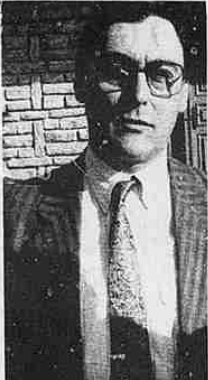
Aldino Ruga, il sindaco-allenatore.

A cavallo tra la fine del penultimo decennio del XX secolo e l'inizio dell'ultimo, il Gozzano disputò costantemente il campionato di Prima Categoria, senza mai rischiare ulteriori retrocessioni, ma al contempo senza davvero pretendere di risalire al livello superiore. Questi anni vennero ricordati anche per la peculiare situazione dell'allenatore Aldino Ruga, che verso il 1990-1991 si trovò a guidare la squadra essendo al contempo il sindaco in carica del comune cusiano.
Verso metà anni 1990 ebbero termine le sponsorizzazioni di Gozio e Zucchetti, il cui disimpegno fece venir meno un'importante fonte d'introiti a beneficio delle casse sociali. In tale frangente la FAR decise di confermare ed ampliare il proprio appoggio al Gozzano: da lì in poi la crescita delle rispettive società andò di pari passo, garantendo al club una solidità economica duratura, che permise di accrescere progressivamente il livello della propria attività.
Nella stagione 1994-95, guidato in panchina da Pier Giorgio Longhi, il Gozzano fu terzo nel proprio girone di Prima Categoria e venne finalmente ripescato in Promozione, ma non seppe beneficiarne: il biennio 1995-1996 si risolse in un penultimo posto, con appena 4 vittorie in 30 partite e 13 punti di distacco dalla zona salvezza.
La Promozione venne riconquistata "sul campo" nella stagione 1998-99: sotto la guida di mister Umberto Baer il Gozzano si aggiudicò il proprio girone con 18 vittorie e appena 3 sconfitte. L'Associazione allenatori novaresi a fine anno premiò Baer come miglior tecnico provinciale, mentre la squadra fu insignita della Coppa disciplina.
A sorpresa il 1999-2000 vide i rossoblù proporsi come squadra di vertice anche in Promozione: l'annata venne conclusa al terzo posto finale (con 52 punti conquistati a fronte di sole 4 sconfitte) a una lunghezza dal Barengo, mentre la capolista Cerano aveva vinto largamente con i suoi 63 punti. Nello stesso anno la società festeggiò altresì il 75º anniversario dall'affiliazione alla FIGC, venendo pertanto insignita del diploma di benemerenza della Lega Nazionale Dilettanti.

### L'inizio del terzo millennio
La stagione 2000-2001 vide i rossoblù, guidati in panchina da Alessandro Antonelli, chiudere al settimo posto il proprio girone di Promozione; analogo risultato venne conseguito l'anno successivo dal subentrato Umberto Baer (già in rossoblù nel triennio 1998-2000).
Per l'annata 2002-2003 la panchina fu affidata a Paolo Ottina, il quale tuttavia non seppe imprimere competitività alla squadra e venne esonerato a stagione in corso: il subentrante Paolo Rosa seppe imprimere la svolta, risalendo la classifica e concludendo al quarto posto finale alle spalle di Cerano, Vespolate e Valdossola.
Sempre allenati da Rosa, nel 2003-2004 i rossoblù si proposero come squadra di vertice del girone, ingaggiando un testa a testa con Pombiese e Biella Villaggio Lamarmora, risoltosi solo all'ultima giornata proprio in favore del Gozzano, che poté quindi approdare in Eccellenza. Nel mentre la FAR aveva ulteriormente intensificato il proprio impegno economico, tanto che ad Alberto Allesina era stata conferita la carica di presidente onorario.
Nel girone A del campionato regionale 2004-2005 i rossoblù trovarono squadre prestigiose quali Alessandria, Derthona, Asti, Acqui e Verbania; grazie soprattutto alla vena realizzativa di Giuseppe Pingitore, autore di 16 reti, e alla sicurezza dei difensori Alex Casella (poi divenuto capitano) e Aron Danini, il Gozzano seppe reggere bene l'impatto con la categoria, terminando all'ottavo posto in classifica.
Analoga fu anche la stagione 2005-2006, conclusa al nono posto, ma con più punti di un anno prima. Pingitore fu ancora protagonista e migliorò il proprio record, segnando 21 dei 45 gol rossoblu. A stagione in corso si decise per l'avvicendamento in panchina tra Rosa e Bonan, contestualmente al quale l'intero staff societario venne potenziato (ad esempio con l'ingaggio del competente direttore sportivo Fabio Scienza).
Nell'estate 2006, per ragioni legali, il club scelse di abbandonare la denominazione storica Associazione Calcio Gozzano in favore di Associazione Sportiva Dilettantistica Calcio Gozzano.
La conferma di Pingitore (che con 18 reti fu per la terza volta capocannoniere del girone) e l'arrivo di giocatori come Enrico Paggio, Stefano Bogani e Fabio Angeretti pose il Gozzano nel novero delle favorite per l'Eccellenza 2006-2007. Nel girone di competenza, tuttavia, Favria e Rivoli Collegno si rivelarono superiori, mentre il Gozzano (complici 4 sconfitte nelle ultime 5 giornate) terminò al quinto posto, fuori anche dai play-off.
Per l'annata 2007-2008 la panchina venne affidata a Roberto Bonan, il quale tuttavia venne esonerato dopo 9 giornate: il reintegro di Rosa permise ai rossoblù di risalire la china, ancora una volta grazie ai gol di Pingitore, cui si affiancò Giordano Bisesi, prelevato in estate dal Biella Villaggio Lamarmora. I playoff vennero tuttavia nuovamente mancati, giacché un nuovo calo di rendimento portò il Gozzano al quinto posto finale, alle spalle di Valle d'Aosta, Borgosesia, Pro Settimo & Eureka e Settimo. Nel corso della stagione si registrò inoltre il disimpegno di alcuni dirigenti, che però non intaccò la stabilità societaria.
Per il campionato 2008-2009 il Gozzano accordò nuovamente la fiducia a Rosa, proponendosi nuovamente tra le favorite per il passaggio in Serie D; i rossoblu chiusero la stagione regolare al terzo posto, alle spalle del Borgosesia e del Settimo. Nel primo turno dei playoff-promozione il Gozzano eliminò la Pombiese con un doppio successo (0-1 a Pombia e 4-1 in casa), ma la corsa si arrestò al secondo turno contro il Settimo, che batté i rossoblù per 0-2 al d'Albertas e si limitò a controllare la situazione nella gara di ritorno (alla doppietta cusiana firmata Jonathan Dainese rispose il gol di Daniel Caserio al quarto minuto di recupero del secondo tempo, fissando il punteggio sull'1-2).
Il rapporto con Rosa terminò lì: nel 2009-2010 la panchina venne affidata a Mauro Lesina, mentre il calciomercato (condotto con investimenti consistenti) portò a vestire il rossoblù giocatori quali il portiere Gianfilippo Gerardi, il centrocampista Luca Marelli e l'esterno offensivo Riccardo Poi. La regular season si risolse in una nuova qualificazione ai playoff, in virtù del terzo posto conquistato alle spalle di Saint Christophe e Santhià. Col nuovo regolamento che prevedeva la disputa di partite secche, il Gozzano regolò al primo turno per 3-2 la Dufour Varallo, ma ancora una volta vide svanire l'obiettivo contro il Santhià: nella partita esterna del 12 maggio Angeretti aprì le marcature all'82', ma un secco 1-2 subìto nei minuti di recupero (90' e 93') ribaltò la situazione ed estromise i rossoblù dalla corsa alla Serie D

### Gli anni duemiladieci

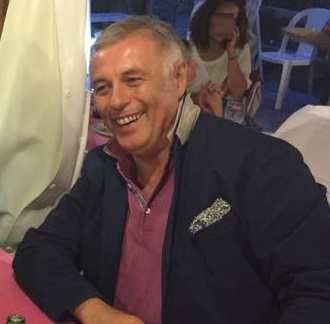
Fabrizio Leonardi, prima DG, poi presidente più vincente nella storia del club.

Nella stagione 2010-2011, segnata dal ritorno di Fabio Scienza alla carica di direttore sportivo e dall'arrivo di Fabrizio Leonardi (già presidente della Sunese) a quella di direttore generale, giunsero a Gozzano giocatori importanti quali il portiere Luca Mordenti, i difensori Davide Bonato e Christian Alvitrez, i centrocampisti De Martini e Davide Andriulo e soprattutto l'ex professionista Paolo Zirafa.
L'obiettivo dichiarato fu ancora una volta il salto di categoria e il Gozzano lo onorò debuttando in campionato con 8 vittorie consecutive; la prima sconfitta arrivò solo all'ultima giornata del girone d'andata contro il Marano (impostosi per 4-3 con un poker di Daddi), che comunque lasciò i rossoblù saldi in vetta alla classifica con 6 punti di vantaggio sulle inseguitrici. Nel girone di ritorno il calo di rendimento del Real Cureggio (altra pretendente alla promozione) lanciò ulteriormente il Gozzano: dopo 20 giornate il vantaggio sulla seconda classificata (Borgomanero) era di 8 punti. I successivi 5 turni, risoltisi in altrettante vittorie, spianarono la strada ai cusiani, che il 20 marzo 2011 poterono festeggiare il ritorno in Serie D dopo 31 anni grazie alla vittoria sul Gassinosanraffaele. La graduatoria vide dunque il Gozzano primeggiare con 68 punti, contro i 55 di Borgomanero, Verbania e Marano; le reti segnate furono 77, delle quali 50 opera paritetica (25 pro capite) di Poi e Zirafa.
In vista del ritorno in D il club rinforzò la rosa prelevando l'esterno offensivo Manuel Tommaso Lunardon dal Borgosesia, il difensore Alessandro Merlin e la punta Daniele Vasoio dall'Entella. Inserito nel girone B con le squadre lombarde, il plotone rossoblù ebbe un avvio mediocre: a novembre Lesina venne esonerato e a stretto giro il direttore sportivo Scienza rassegnò le dimissioni. La società rispose con nuove consistenti manovre di calciomercato, ingaggiando il centrocampista Alessandro Troiano, il difensore Andrea Grigis e il rientrante Andrea Cassani. Lunardon, che non era stato d'aiuto alla causa (complici alcuni infortuni e le espulsioni rimediate nelle poche apparizioni in campo), tornò al Borgosesia. La panchina passò a Roberto Bacchin, che pur con poche vittorie (tra le quali peraltro una di prestigio, sulla capolista Sterilgarda Castiglione) riuscì a tener fuori il Gozzano dalla zona playout, cui invece venne relegato, in virtù della peggior differenza reti, il Darfo Boario.
La salvezza appena conquistata coincise con la fine della presidenza di Adriano Cerutti, cui subentrò il previgente direttore generale Fabrizio Leonardi. Paolo Zirafa invece abbandonò il campo da gioco per diventare direttore sportivo.
Inserito nel girone A (ove coabitavano squadre piemontesi e liguri con le lombarde Trezzano, Folgore Caratese e Verbano) per il campionato 2012-13, il Gozzano rivoluzionò quasi totalmente la rosa, confermando soli sei giocatori; tra gli altri vennero acquistati gli attaccanti Manuel Sarao e Mauro Sebastian Nannini, il centrocampista Alessandro Lemma e il difensore Alessandro Fusco. La panchina venne affidata a Enrico Bortolas.

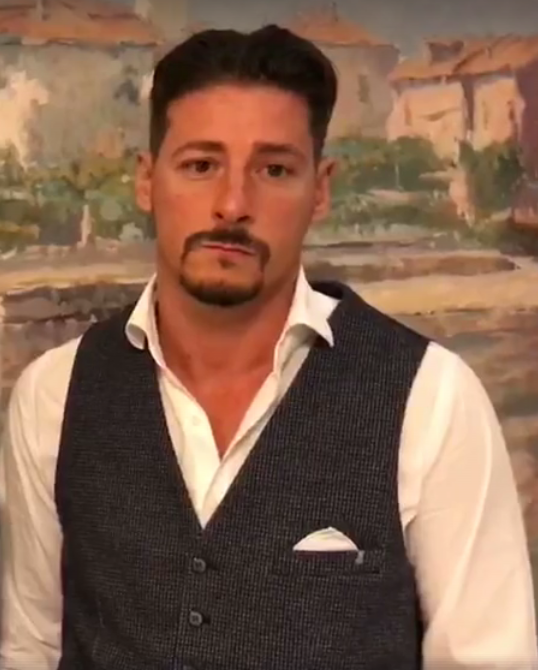
La "bandiera" Alex Casella, prima giocatore e poi direttore sportivo dei rossoblù negli "anni d'oro".

Dopo sette giornate i cusiani si ritrovarono all'ultimo posto con soli tre punti (frutto di altrettanti pareggi): Bortolas venne esonerato e sostituito da Salvatore Mango, già vincitore di un campionato di Serie D alla guida della Pro Belvedere. Potendo beneficiare di nuovi innesti (segnatamente i centrocampisti Matteo Perelli, Marco Chimenti e Francesco Trabace, gli attaccanti Denis Mair, Davide Gambirasio e Federico Ligori), il Gozzano si riprese e inanellò 11 giornate consecutive senza sconfitte: al termine del girone d'andata i rossoblù erano noni. Dopo una nuova crisi all'inizio del girone di ritorno (soli 8 punti in 10 partite) i cusiani si ripresero e (pur se con un rendimento altalenante) s'insediarono al dodicesimo posto finale, con tre punti di vantaggio sulla zona play-out.
Dimessosi Mango per motivi personali, il Gozzano ingaggiò l'allenatore Marco Falsettini, già alla guida di Darfo, Lavagnese, Derthona e Olginatese. Nella stagione 2013-14 il Gozzano venne inserito nuovamente nel girone B, a netta impronta lombarda e con in più le veronesi Legnago e Sambonifacese, la corregionale Borgomanero e le emiliane Piacenza e Pro Piacenza.
Gli innesti (tra gli altri) dei centrocampisti Niccolò Rossi e Stefano Brognoli (prelevati dal Santhià), degli attaccanti Jacopo Ravasi e Mattia Marchesetti, uniti al ritorno di Manuel Lunardon, non diedero però i frutti sperati: come l'anno prima il Gozzano partì a rilento e dopo 7 giornate si ritrovò con soli 4 punti all'attivo e nessuna vittoria. Falsettini si dimise, imitato poco dopo anche dal direttore sportivo Zirafa: la società richiamò quindi in panchina Salvatore Mango, mentre la carica gestionale venne affidata a Giacomo Diciannove (giunto dalla Solbiatese). La mossa tuttavia non rilanciò la squadra (pur rinforzata dagli arrivi di Daniele Nohman, Gabriele Pinelli, Luca Gestra, Marco Iovine e dal ritorno di Denis Mair nel mercato di riparazione - in totale i giocatori impiegati furono 38), che sotto il "nuovo corso" colse 13 punti in 15 partite: Mango venne così allontanato e sostituito da Walter Viganò, già tecnico di Biellese e Borgosesia, che nelle restanti 12 giornate raccolse 17 punti e issò il Gozzano al terz'ultimo posto. Ciò non bastò per la salvezza: il playout, disputato il 18 maggio 2014 contro il MapelloBonate, si risolse in uno 0-0 che relegò i cusiani in virtù della peggior posizione in classifica. Rimarchevole fu invece il cammino in Coppa Italia Serie D: dopo aver eliminato Verbania (5-1), Borgosesia (1-0), Santhià (6-4 ai rigori), Jolly Montemurlo (4-3 sempre ai rigori) e Inveruno (2-1 esterno), i rossoblu conclusero la corsa solo in semifinale contro il Pontisola (vincitore per 2-0 in casa e uscito con uno 0-0 dal d'Albertas).
Complice il rinnovato sostegno della FAR, il Gozzano si riorganizzò subito per risalire nella categoria perduta. I quadri societari furono interessati da un significativo "rimpasto": il capitano Alex Casella lasciò il calcio giocato per assumere la carica di direttore sportivo (con amplissima libertà d'azione in tutti gli ambiti della governance), mentre Giacomo Diciannove passò alla direzione generale e l'ex allenatore Mauro Lesina venne reingaggiato come coordinatore dell'area tecnica. Il nuovo organigramma provvide anzitutto a riorganizzare il settore giovanile, puntando a formare un monte-praticanti sufficiente ampio da poter fornire direttamente nuovi giocatori alla prima squadra e riducendo progressivamente la quota di soggetti in prestito in favore di propri tesserati.

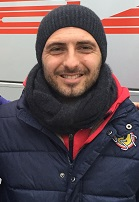
L'attaccante Max Guidetti conclude la propria carriera nel Gozzano.

Per quanto concerneva la prima squadra, tramontata l'ipotesi di una domanda di riammissione (complice la concomitante riorganizzazione della Lega Italiana Calcio Professionistico, che fuse i campionati di Prima e Seconda Divisione in un'unica lega), i rossoblù si apprestarono a disputare il campionato di Eccellenza con chiare ambizioni di vittoria: dalla stagione precedente vennero confermati i soli Lunardon (divenuto capitano), Calza, Gemelli e Scaramozza, affiancati da una rosa completamente rifondata con innesti d'alto livello, quali il portiere Damiano Milan, i centrocampisti Alessandro Troiano e Vincenzo Ladogana e soprattutto gli attaccanti ex-professionisti Daniele Tettamanti e Massimiliano Guidetti (il cui padre Mario, nativo proprio di Gozzano, aveva allenato i rossoblù nel campionato 1991-1992). In panchina venne riaccordata fiducia a mister Viganò.
Le premesse si tradussero in dominio: i cusiani conclusero il turno d'andata del girone A con 49 punti sui 51 in palio (15 in più del Baveno, secondo), vincendo più volte le partite (specialmente quelle interne) con quattro goal di scarto. Il girone di ritorno fu del tutto analogo: gli inciampi occasionali (la sconfitta interna per 0-1 contro la No.Ve e i pareggi contro Grugliasco e Orizzonti United) non arrestarono la corsa verso la promozione, che venne matematicamente conseguita l'8 marzo a Gassino Torinese, con 7 turni di anticipo sulla fine della stagione regolare. Il campionato si concluse con 72 punti ottenuti sugli 81 disponibili e 22 lunghezze di vantaggio sulle più immediate inseguitrici (Aygreville e Ivrea), nonché oltre 100 reti segnate. Tra tutte le vittorie fu rimarchevole quella conseguita nel turno del 15 marzo, allorché il Verbania (in piena crisi societaria) uscì sconfitto dallo stadio d'Albertas per 11-1.
Coronato dal successo fu anche il cammino in Coppa Italia regionale: le vittorie contro Varallo & Pombia (6-0), No.Ve. (1-0), Biogliese Valmos (2-1), Verbania (4-0) e Colline Alfieri (5-0 e 1-1 a/r) portarono il Gozzano alla finale di Novarello contro l'Orizzonti United, che venne a sua volta sconfitto 1-0 grazie a un goal su punizione di Guidetti: i rossoblù vinsero così il primo trofeo della loro storia. Sfortunato fu invece il cammino in Coppa nazionale; i cusiani vennero sconfitti fuori casa per 2-1 dalla Bustese e il successivo 1-0 interno contro i liguri del Finale fu vano ai fini del superamento del triangolare (appannaggio proprio dei granata di Busto Garolfo).
Per il 2015-16 il Gozzano (sempre guidato in panchina da Viganò) si rinforzò con un mix di giocatori giovani e d'esperienza, confermando il grosso dell'ossatura del team dominatore dell'Eccellenza (Guidetti in primis): ciò gli permise di disputare il miglior campionato di Serie D della sua storia, concluso col sesto posto nel girone A piemontese-lombardo-ligure a soli tre punti dall'Argentina (ultima qualificata ai play-off di ripescaggio). Per diverse giornate inoltre i rossoblù si proposero come squadra di vertice nel loro girone, arrivando al nono turno a guidarne la classifica: alcuni cali di rendimento (su tutti l'assenza di vittorie tra la 21ª e la 28ª giornata) fecero tuttavia distaccare il Gozzano, che a fine campionato accusò 23 punti dallo Sporting Bellinzago (vincitore del raggruppamento); in tale frangente pesarono le difficoltà anche fisiche patite da giocatori-chiave quali lo stesso Guidetti, Milan, Tettamanti e Troiano, con quest'ultimo che poi risolse il contratto in anticipo insieme a Riccardo Riva e Domenico Scarpato.
Ciò fu comunque l'inizio di un trend positivo: nel campionato 2016-2017 i cusiani (confermati nel girone A piemontese-lombardo), pur registrando l'addio al calcio giocato di Guidetti e la partenza di altri giocatori d'alto profilo, innestarono in rosa nomi quali Emanuele Testardi, Marco Massaro (vice-capocannoniere del girone A 2015-2016 col disciolto Sporting Bellinzago), Samuele Emiliano, Axel Gulin e il rientrante Christian Alvitrez. La partenza in campionato fu però altalenante, con molti pareggi e la squadra attestata a metà classifica: a ottobre la dirigenza scelse pertanto di esonerare Viganò in favore di Massimo Gardano. La scelta si rivelò vincente: i rossoblù disputarono un girone di ritorno d'alto livello e chiusero la stagione regolare in quarta piazza. Ai successivi play-off di girone il Gozzano superò il Borgosesia in semifinale e infine anche il Varese in finale: ciò però non gli consentì di beneficiare del ripescaggio nella serie superiore. Per quanto concerne le vicende extra-agonistiche, nel calciomercato invernale si segnalò l'uscita dell'attaccante classe 1999 Alessio Zerbin, acquistato dal Napoli.

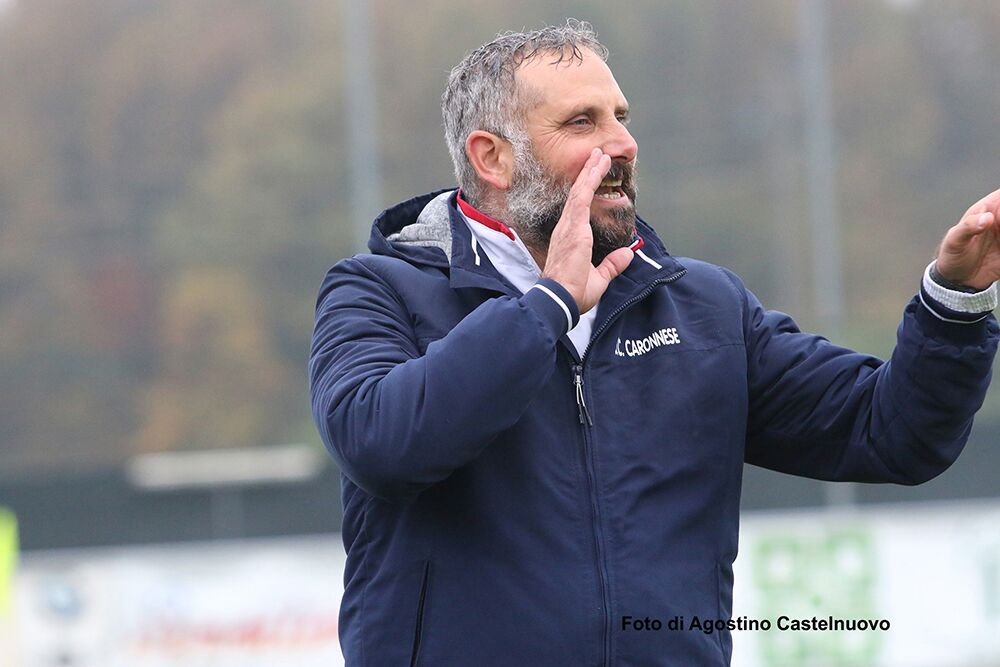
Il tecnico Marco Gaburro, artefice della prima promozione rossoblù nel calcio professionistico.

Ultima giornata del girone A di Serie D 2017-2018
(Gozzano, stadio Alfredo d'Albertas) 
 Gozzano - Arconatese  
- Gozzano: Gilli, Evan's (dal 64' Romeo), Guitto, Lunardon (dal 75' Gaeta), Segato, Pérez (dal 64' Messias), Tordini, Capogna, Gigli, Petris, Emiliano (dall'84' Gulin). Non entrati: Gattone, Michaijlov'skij, Carboni, Gemelli, Rogora. Allenatore: Gaburro.
- Arconatese: Savini, Bonfanti, Dejori, Vavassori, Di Maio, Rasini, Di Lauri (dal 65' D'Errico), Balacchi, Sow, Comi, Galante. Non entrati: Guerci, Pinato, D'Astoli, Aprile, Novello, Romanini, Carollo, Tomat. Allenatore: Livieri.
- Marcatori: 24' Segato (rig.), 25' Comi (rig.), 55' Sow
- Note: 1000 spettatori circa. Ammoniti Tordini, Petris, Guerci, Di Lauri.
- Arbitro: Collu (Cagliari).
- Referto:[50]

Per il biennio 2017-18, partito Gardano alla volta di una non felice esperienza al Cuneo in Serie C, la panchina gozzanese fu affidata al tecnico veronese Marco Gaburro, alla testa di una rosa vieppiù rinforzata con elementi d'esperienza e giovani di prospettiva. Le scelte della dirigenza si rivelarono fruttuose e il Gozzano s'insediò pressoché stabilmente da capolista del girone A (fatta salva una parentesi in seconda posizione tra la 15ª e la 21ª giornata), ingaggiando in particolare un prolungato duello al vertice col Como (appena rifondato e ripartito dalla Serie D). Lo scontro diretto del 35º turno allo stadio Giuseppe Sinigaglia si risolse in un pareggio per 0-0, sicché i cusiani si presentarono all'ultima giornata con due punti di vantaggio sui lariani. Il 6 maggio, pur perdendo per 1-2 in casa contro l'Arconatese, il Gozzano beneficiò del simultaneo pareggio a reti inviolate tra Folgore Caratese e Como, che gli garantì matematicamente (per un punto) la leadership in classifica e la prima promozione diretta in Serie C. La stagione si concluse con la disputa della poule scudetto, terminata con l'eliminazione in semifinale per 3-1 contro la Vibonese.

## Tra professionismo e dilettantismo

### La salvezza all'esordio
Il passaggio al professionismo comporta per il Gozzano varie novità volte ad irrobustire la società: l'organigramma amministrativo viene sostanzialmente riconfermato (salvo il passaggio di Mauro Lesina alla direzione generale e di Giacomo Diciannove alla carica di consigliere) e integrato da nuove nomine (al segretariato generale arriva Filippo Marra Cutrupi e alla direzione marketing Stefano Rea). Manuel Lunardon sceglie invece di abbandonare il calcio giocato e la fascia di capitano (che passa a Samuele Emiliano), entrando a sua volta nella dirigenza con l’incarico di team manager. Il club viene quindi trasformato in società a responsabilità limitata, recuperando il nome storico Associazione Calcio Gozzano.
Sempre al fine di ottemperare alle necessità professionistiche, la società provvede altresì a rafforzare le attività formative e di base: il 3 luglio 2018 viene pertanto stretto un accordo di collaborazione con l'Associazione Sportiva Dilettantistica 1924 Suno F.C.D. (società limitrofa di solo vivaio, affiliata all'Inter), le cui squadre militanti nei campionati giovanili nazionali vanno ad ampliare il bacino di nuovi giocatori passibili d'inserimento nella trafila della cantera gozzanese.
Il calciomercato vede la squadra mutare sensibilmente: si segnala in particolare il simultaneo passaggio al Lecco dei giocatori Capogna, Segato, Carboni e Pérez, mentre altri due uomini-chiave come Gaeta e Gulin si accasano rispettivamente al Chieri e all'Arconatese. Tra le conferme spiccano quelle dell'attaccante Messias, dei difensori Petris ed Emiliano, dei centrocampisti Guitto ed Evan’s e del portiere Gilli. In entrata invece risaltano gli innesti di due giocatori d'esperienza: il difensore Francesco Bini dal Piacenza e il portiere Angelo Casadei dall'Avellino. A completare il tutto vengono prelevati alcuni elementi dalle selezioni giovanili.
Per quanto concerne la parte tecnica, mister Marco Gaburro sceglie di restare in Serie D e (insieme ai quattro summenzionati giocatori) passa al Lecco, portando con sé il collaboratore Giambattista Boffetti: in sua sostituzione arriva dalla Recanatese l'allenatore Antonio Soda, che torna così a guidare una squadra professionistica dopo sette stagioni. Con lui vengono ingaggiati il vice Carlo Caramelli (dal Montecatini) e il preparatore dei portieri Renzo Sottile (dal Casale); il resto dello staff in carica viene riconfermato.
Il Gozzano (costretto a giocare tutte le proprie gare interne a Vercelli a causa dell'inagibilità dello stadio di Monterosso) vive un campionato altalenante: partito con difficoltà (la prima vittoria arriva infatti solo alla 10ª giornata contro la Siena), riesce rapidamente a crescere di rendimento, arrivando sul finire del girone d'andata a toccare la zona playoff. Complice il calciomercato invernale (che indebolisce la squadra con la partenza del "perno" di centrocampo Mattia Rolando Eugio e la cessione dei cartellini di giocatori talentuosi come Junior Messias, Jeremy Petris e Jean Lambert Evan's), la squadra cala di forma nel girone di ritorno, ove arrivano due sole vittorie: il distacco accumulato rispetto a fondo classifica del girone A risulta però sufficiente a non rischiare mai davvero la zona playout, sicché la salvezza viene matematicamente conseguita con tre giornate d'anticipo sulla fine della stagione regolare. Rimarchevole è inoltre il percorso in Coppa Italia Serie C, ove i cusiani si spingono fino ai quarti di finale, uscendo solo a cospetto del L.R. Vicenza. Frattanto nel gennaio 2019 il direttore sportivo Casella si era dimesso per assumere analogo incarico nel Carpi.

### Il ritorno in Serie D

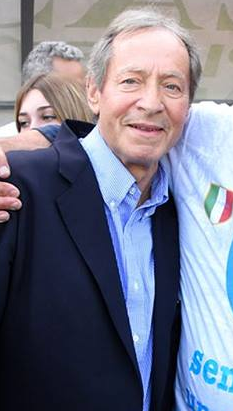
Il patròn Alberto Allesina ritratto nel 2018 in occasione della prima promozione dei rossoblù in Serie C.

Nell'estate del 2019 tiene banco la questione dello stadio d'Albertas, la cui ristrutturazione avanza a ritmi più lenti del previsto, complici le prescrizioni di ulteriori interventi via via imposte dagli organismi competenti (questura e commissione di vigilanza sui pubblici spettacoli); l'11 maggio la società dirama un comunicato nel quale paventa la possibilità di non re-iscriversi alla Serie C in assenza di uno stadio agibile. A stretto giro il comune di Gozzano (proprietario dell'impianto) provvede a rassicurare sul corretto andamento dei lavori, garantendone la pronta conclusione, sicché il 22 giugno la società provvede a rinnovare l'iscrizione alla terza serie. Tuttavia poco dopo, il 26 giugno, viene a mancare all'età di 77 anni il patròn e presidente onorario Alberto Allesina, a seguito di un lungo periodo d'infermità; ciò non fa però venir meno l’appoggio della FAR, che rinnova il proprio patronato al Gozzano. Il 25 settembre la carica di presidente onorario è attribuita alla moglie di Allesina, Marilena Fornara.
Nel mentre Alex Casella, complice anche la morte di Allesina, decide di terminare anzitempo l’esperienza al Carpi (rivelatasi avara di soddisfazioni, con la squadra emiliana retrocessa in Serie C) e di riassumere l’incarico di direttore sportivo dei rossoblù.
Per quanto concerne la squadra, a inizio estate il tecnico Antonio Soda decide di comune accordo col club di non rinnovare il rapporto di collaborazione: a succedergli è David Sassarini, reduce dall’esperienza alla guida della primavera dell’Udinese. La squadra si ritrova però invischiata nelle retrovie del girone A: pur mostrando un buon gioco e riuscendo non di rado a sbloccare per prima le partite, essa è vittima di frequenti distrazioni e cali d'intensità, tali da farle subire la reazione degli avversari. A metà gennaio Sassarini viene pertanto esonerato e la squadra (rinforzata onerosamente con elementi d'esperienza quali Matteo Momentè, Giuseppe Figliomeni e Agostino Garofalo - mentre tra i partenti spicca il nome del capitano Samuele Emiliano) viene affidata al rientrante Antonio Soda. La stagione si interrompe tuttavia bruscamente sul finire di febbraio a causa del dilagare dell'epidemia di COVID-19 sul territorio italiano, in esecuzione delle rigide misure di quarantena irrogate dalle autorità nazionali e regionali, che impongono lo "stop" anche alle manifestazioni sportive.
La situazione del Gozzano resta così "in sospeso" per circa quattro mesi, ché FIGC e Lega Italiana Calcio Professionistico non riescono a trovare un accordo sulla prosecuzione della stagione di terza serie. La "quadra" viene raggiunta l'8 giugno, con la decisione (tra l'altro) di retrocedere immediatamente in Serie D le squadre che, all'interruzione del campionato, occupavano l'ultima posizione nei tre gironi di C, tra le quali appunto i rossoblù. Il Gozzano si oppone immediatamente alla decisione, presentando ricorso dapprima al collegio di garanzia del CONI, quindi al TAR del Lazio; in entrambi i casi l'esito è negativo per i cusiani, che a luglio decidono pertanto di rinunciare alla battaglia legale ed iscriversi alla quarta serie, pur ribadendo la disponibilità a un'eventuale riammissione tra i professionisti a completamento organici.

L'estate 2020 vede dunque un nuovo "rimpasto" dell'organigramma sociale: fermo restando il patronato della F.A.R. (nella persona del presidente onorario Marilena Fornara), il direttore sportivo Alex Casella passa alla Pro Vercelli, per la quale si occupa di gestire il passaggio di proprietà; gli subentra Riccardo Poi, già cannoniere dei rossoblù tra il 2009 e il 2012, che contestualmente termina la propria carriera da giocatore. Lasciano altresì il segretario generale Loris Bolzoni, che passa al Campodarsego e viene sostituito da Federico Peano, e il direttore tecnico Francesco Musumeci, che segue Casella a Vercelli. Inoltre il nucleo "ex Suno" delle giovanili viene avocato praticamente in blocco alla Pro Vercelli. La forma societaria del Gozzano viene riportata ad associazione sportiva dilettantistica.
La rosa rossoblù, sempre affidata ad Antonio Soda, viene drasticamente riallestita: praticamente tutti i giocatori di maggior profilo si svincolano, ivi compresa la "bandiera" Roberto Guitto, oltre a molti "prodotti" del vivaio; i movimenti in entrata sono all'insegna di un netto ringiovanimento, combinato ad alcune aggiunte d'esperienza (gli attaccanti Luca Piraccini e Diego Allegretti, i difensori Fabrizio Carboni e Ignazio Carta, il portiere Matteo Cincilla). Alla prova del girone A di Serie D il Gozzano, dopo un inizio a rilento con soli 6 punti nelle prime cinque giornate, riesce a implementare il proprio rendimento e alla 15ª giornata si issa in testa alla classifica, controllando agevolmente le inseguitrici Bra, Castellanzese e PDHAE, che riescono momentaneamente a sopravanzare i rossoblù solo laddove alcune partite vengono rinviate. Il 13 giugno 2021, grazie al pareggio esterno 1-1 sul campo dell'Imperia, il Gozzano si assicura matematicamente la vittoria nel girone.
La risalita in Serie C però non si concretizza: giudicando troppo oneroso il rientro nel professionismo, il Gozzano non formalizza l'iscrizione nei termini previsti e successivamente chiede e ottiene la riammissione in sovrannumero alla Serie D. L'anno seguente la squadra, quasi totalmente riallestita dal nuovo DS Giacomo Diciannove (da tempo dirigente rossoblù) e affidata al tecnico Massimiliano Schettino, disputa un campionato di metà classifica, senza mai lottare per le posizioni di vertice: la stagione viene terminata all'11º posto, finanche fuori dai play-off. Del tutto analogo è anche l'andamento dell'annata 2022-2023, coi rossoblù ben lontani sia dalla vetta che dal fondo classifica.
Nella stagione 2023-2024 sopraggiunge una crisi di risultati che spinge il Gozzano in zona playout: a febbraio 2024 la società decide quindi di sostituire Schettino con Vinicio Espinal, che riesce a raggiungere la salvezza diretta, per poi lasciare l'incarico a fine campionato.